# Соболев, Юрий Алексеевич
Соболев Юрий Алексеевич (1935, Кунгур Пермской области — 1983) — советский инженер, специалист в области машиностроения. Лауреат Ленинской премии.

## Биография

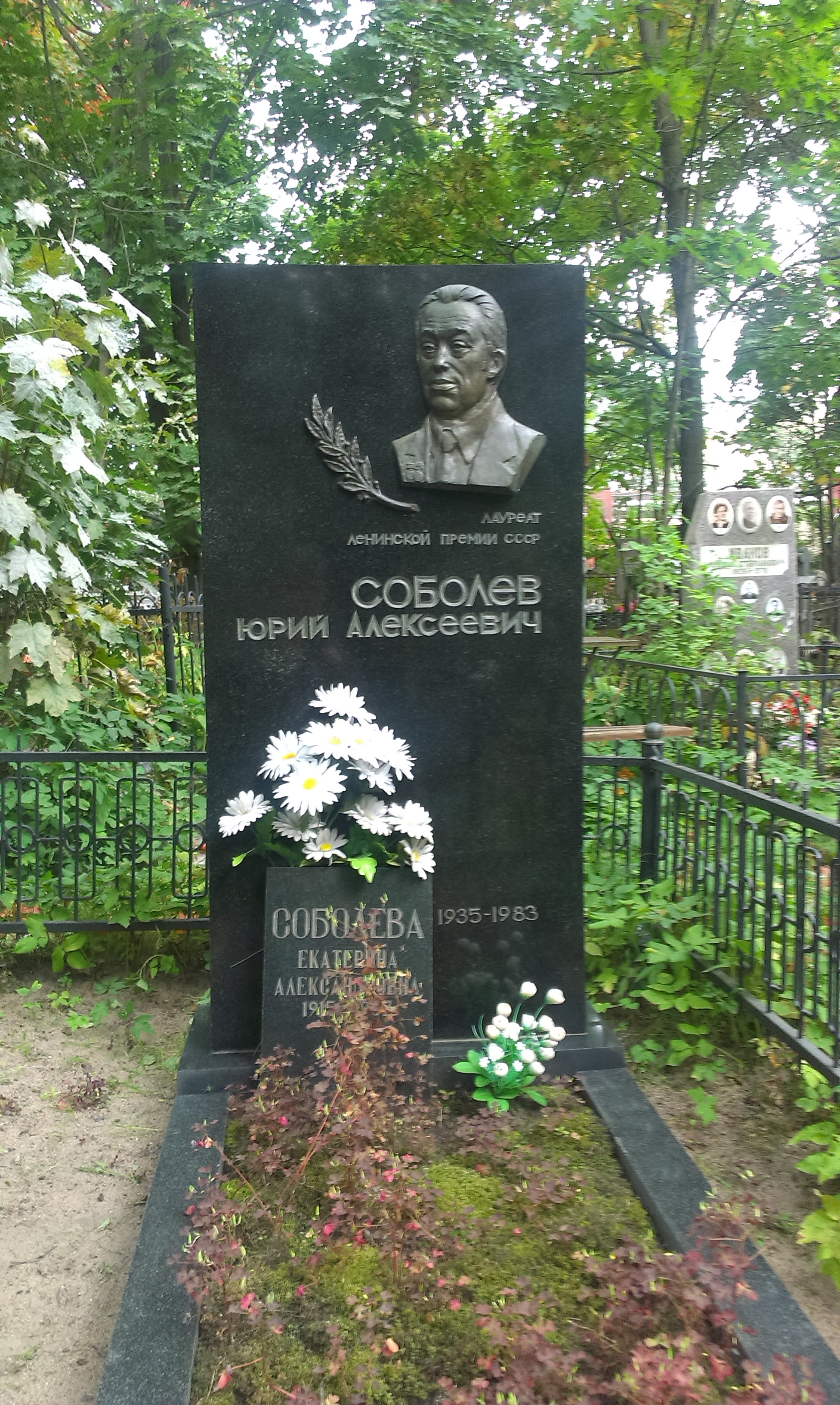
Могила Соболева на Красненьком кладбище

В 1953 году окончил кунгурскую среднюю школу № 10.
Окончил Пермский государственный университет, технический факультет (1958). По направлению поступил на работу на завод «Ижмаш» (в г. Ижевск). Работал мастером, заместителем начальника цеха, начальником литейного цеха. По рекомендации Д. Ф. Устинова был назначен директором строящегося на базе «Ижмаша» автозавода (1965).
Работал главным инженером объединения «Кировский завод» в Ленинграде. Здесь он в короткое время сумел поставить на поток выпуск трактора серии «К-700».
Похоронен на Красненьком кладбище.

## Награды
- Ленинская премия (1978, в сост. коллектива) за разработку и совершенствование мощных колёсных тракторов «Кировец» и освоение серийного производства базовой модификации